# نبع صفا
نبع صفا (به عربی: نبع الصفا) یک منطقهٔ مسکونی در لبنان است که در شهرستان عالیه واقع شده‌است.